# Radio Boskopu
Radio Boskopu (Boskopu is Boodschap) is een Surinaams publiek netwerk van op de regio gerichte radiozenders.
Radio Boskopu staat bekend om uitzendingen in verschillende Surinaamse talen. Daarnaast zendt ze in principe alle vergaderingen van De Nationale Assemblée uit.

## Geschiedenis
Radio Boskopu werd in 1986 opgericht. Sindsdien werd de lancering door de Nationale Veiligheidsdienst (NVD) uitgerold, die in die tijd onder leiding stond van de door Desi Bouterse benoemde militair Ch. Doedel. Een belangrijke journalist achter de totstandkoming van Radio Boskopu was Robert Wijdenbosch. Boskopu werd opgezet als een netwerk van op de regio gerichte radiozenders. In 1988 waren er al vier zenders in gebruik. In de nieuwe vorm vonden de eerste uitzendingen plaats in 1989. In 2019 werd de organisatiestructuur aangepast naar een stichting, terwijl het tot dan toe een afdeling was geweest van het ministerie van Regionale Ontwikkeling.